# Rifugio Zois
Il Rifugio Zois è un rifugio situato nel comune di Tržič in Slovenia, a 1.793 m s.l.m.

## Percorsi
- 3½ ore: dalla valle Kamnik Bistrica (601 m)
- 2½ ore: dalla fattoria Suhadolnik nella valle Kokra (896 m)

## Cime nelle vicinanze
- 3h: Stegovnik (1692 m), via Mount Javornik
- 3½h: Storžič (2132 m), via Psice Ridge
- 3½h: Storžič (2132 m), via Škar Crag
- 3h: Storžič (2132 m), via Žrelo Gorge

## Rifugi nelle vicinanze
- 5 ore: al Rifugio Ceco a Spodnje Ravni attraverso la sella Mlinar
- 5 ore: al Rifugio Ceco a Spodnje Ravni attraverso il passo Dolci Notch
- 5½ ore: al Rifugio Frischauf da Okrešlj attraverso la gola Turski Žleb
- 6 ore: al Rifugio passo di Kamnik attraverso il passo Sleme e il Turska gora
- 5 ore: al Rifugio Gospinec attraverso l'altopiano di Kalce
- 6 ore : al Rifugio Gospinec attraverso la cresta del Kalce